# 거북로 (인천)
거북로(Geobuk-ro)는 인천광역시 서구 석남동에 있는 인천광역시도로, 총 연장은 1.25 km이다. 이름은 서구의 4대 재래시장 중 하나인 거북시장과 거북골을 관통하는 도로에서 유래되었다.

## 역사
- 2009년 9월 22일 : 도로명으로 거북로를 고시

## 주요 경유지
- 서구
  - 석남2동

## 주요 교차도로
- 봉수대로
- 염곡로
- 가정로
- 가남로 (국도 제6호선, 국도 제77호선의 일부)

## 주변 건물 및 시설
- 에스엔케이 복합물류센터 (거북로 13/석남동 223-693)
- 인천테크피아 (거북로 17/석남동 223-38)
- 용인골재종합상사 (거북로 41/석남동 223-673)
- 상명빌라 (거북로 63-4/석남동 529-3)
- 대진빌라 (거북로 64/석남동 587-58)
- 무송주택 (거북로 66-4/석남동 587-68)
- 열매유치원 (거북로 71/석남동 529-29)
- 서인천농협석남지점 (거북로 96/석남동 576-45)
- 금정빌딩 (거북로 99/석남동 541-15)
- 한승빌딩 (거북로 104/석남동 575)
- 거북쇼핑타운 (거북로 112-1/석남동 574-1)
- 석남2동 행정복지센터 (거북로 116/석남동 573)
- 석남2치안센터 (거북로 118/석남동 573)